# Warren Creavalle
Warren Creavalle, est un footballeur international guyanien, né le 14 août 1990 à Acworth dans l'État de Géorgie. Il joue au poste de milieu défensif.

## Palmarès
Avec le Union de Philadelphie, il remporte le Supporters' Shield en 2020 en terminant en tête du classement général en MLS.